# Elżbieta Krzesińská
Elżbieta Maria Krzesińská rozená Duńská (11. listopadu 1934, Varšava - 29. prosince 2015) byla polská atletka, olympijská vítězka a někdejší držitelka světového rekordu ve skoku do dálky.

## Kariéra
V roce 1952 reprezentovala na letních olympijských hrách v Helsinkách, kde obsadila výkonem 565 cm 12. místo. První mezinárodní úspěch zaznamenala v roce 1954 na mistrovství Evropy ve švýcarském Bernu, kde vybojovala bronzovou medaili.
20. srpna 1956 vytvořila v Budapešti skokem dlouhým 635 cm nový světový rekord. V témže roce získala na letních olympijských hrách v australském Melbourne zlatou medaili, když ve druhé sérii skočila do vzdálenosti 635 cm, čímž vyrovnala vlastní světový rekord. Stříbro brala Američanka Willye Whiteová za výkon 609 cm.
V roce 1959 získala v Turíně zlatou medaili na první světové letní univerziádě. O rok později vybojovala na olympiádě v Římě stříbrnou medaili, když v poslední, šesté sérii skočila 627 cm. Olympijskou vítězkou se stala reprezentantka Sovětského svazu Věra Krepkinová, která ve čtvrté sérii skočila 637 cm a bronz vybojovala Němka Hildrun Clausová.
V roce 1961 vybojovala bronz na univerziádě v Sofii a v následujícím roce získala stříbrnou medaili na evropském šampionátu v Bělehradu.